# فرناندو دي باول
فرناندو دي باول (بالإسبانية: Fernando de Paul)‏ (25 أبريل 1991 في الأرجنتين - ) هو لاعب كرة قدم أرجنتيني في مركز حراسة المرمى. لعب مع نادي أونيفرسيداد دي تشيلي وسان لويس دي كويلوتا.

## وصلات خارجية
- فرناندو دي باول على موقع قاعدة بيانات كرة القدم.إي يو (الإنجليزية)
- فرناندو دي باول على موقع بيانات كرة القدم. دي إي (الألمانية)
- فرناندو دي باول على موقع ناشيونال فوتبول تيمز (الإنجليزية)
- فرناندو دي باول على موقع Soccerway.com (الإنجليزية)
- فرناندو دي باول على موقع عالم كرة القدم.نت (الإنجليزية)
- فرناندو دي باول على موقع AS.com (الإسبانية)